# 天卫一
天衛一（Ariel、发音为/ˈɛəriəl/）是天王星的衛星，它是威廉·拉塞爾（William Lassell）在1851年10月24日和天衛二一起發現的。

## 名稱
艾瑞爾這個名稱是從英國詩人亞歷山大·蒲柏的詩《秀髮劫》（The Rape of the Lock）中的精靈艾瑞爾而來的。它也是威廉·莎士比亞的作品《暴風雨》中精靈的名稱。
天衛一與當時已知的4顆衛星都是由約翰·赫歇爾受到拉塞爾的請託而命名的。拉塞爾在之前曾經稱讚約翰·赫歇爾在1847年所採用的7顆土星衛星命名概念，而且1848年發現的土衛八也是參照這樣的規則命名的。

## 特徵
天衛一的首張近距離的詳細照片是航海家二號於1986年飛掠過天王星時所攝得的，也是目前為止唯一的近距離照片。航海家二號在1986年1月24日最接近天衛一，當時距離為127,000公里。因為當時天衛一的南極朝向太陽，所以只有拍攝到北半球的特徵。 
根據目前得到資料的誤差範圍，所以還無法確定天衛一的質量是否比天衛二還大。天衛一大約有70%是由冰（水冰與二氧化碳冰，可能也有甲烷冰）所構成的，而30%則是矽酸鹽（出現在新形成的霜附近，特別是年輕撞擊坑洞的噴發物質中）。航海家二號觀測到天衛一上最大及最古老的地質特徵是靠近南極的火山平原。分析這個火山平原上的坑洞後得知，它們大部分都比天衛三、天衛四與天衛二上所觀測的年輕。航海家二號在天衛一上發現的最大坑洞是Yangoor，直徑只有78公里，並顯露出被破壞過的跡象。航海家二號也在南半球的中緯地區觀測到斷層、峽谷網絡與冰流動的跡象，並破壞火山平原的地區的表面。這些峽谷可能代表由伸張大地構造所造成的地塹。在峽谷中也可以見到一些平滑的物質與溝槽，這可能表示一些地層中蘊含著溫暖的冰（從天衛一內部所擠壓出來的）。
天衛一過去的地質活動被認為是受到潮汐加熱的影響，當時它的軌道離心率比現在更大。在它的早期，天衛一似乎與天衛四產生4：1的軌道共振，雖然後來就沒有產生這樣的共振。共振也增加了天衛一的軌道離心率，導致天王星對於天衛一的潮汐力並不穩定，也造成它內部的溫度上升。在天王星的系統中，因為天王星的扁率比較小，而且衛星的體積相對較大，所以衛星從軌道共振中逃脫也比木星或土星的衛星要容易。
天衛一非常類似土星的衛星土衛四，它們的大小、密度與質量都相當類似，雖然天衛一在這些數據上都稍微超過土衛四。
目前從天衛一上發現下列的地形：
- 撞擊坑
- 裂谷
- 峽谷

## 運行

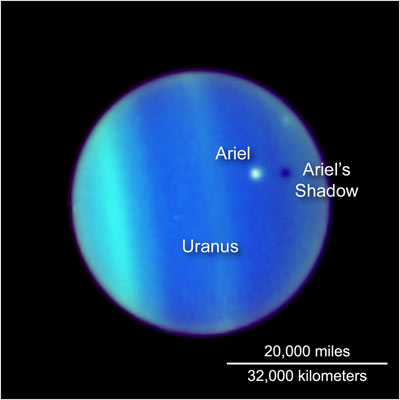
天衛一從天王星的盤面穿過

哈伯太空望遠鏡在2006年7月26日觀測一次相當罕見的現象：當時天衛一從天王星的盤面穿過，並在天王星的雲層頂端留下影子。這樣的現象僅會發生在晝夜平分點附近，因為衛星的軌道面與天王星的軌道面有97度的傾斜在2007年12月的晝夜平分點，天衛一再度從天王星的盤面中心穿過。。

## 外部連結
1. ↑  . Observatorio ARVAL.   [2007-09-28]. （原始内容存档于2011-08-25）.
2. ↑  http://adsabs.harvard.edu//full/seri/AN.../0034//0000169.000.html （页面存档备份，存于） Adsabs.harvard.edu Retrieved on 06-01-07
3. ↑  Voyager Mission Description （页面存档备份，存于）.  Accessed May 29, 2006
4. ↑  . JPL (Solar System Dynamics). 2008-10-24  [2008-12-28]. （原始内容存档于2020-05-21）.
5. 1 2  Smith, B. A., et al. (1982). "Voyager 2 in the Uranian system - Imaging science results （页面存档备份，存于）". Science 233: 43-64.
6. ↑  . Gazetteer of Planetary Nomenclature. USGS Astrogeology.   [2009-01-05]. （原始内容存档于2005-04-21）.
7. ↑  Tittemore, W. C. . Icarus. 1990, 87: 110–139  [2009-02-21]. doi:10.1016/0019-1035(90)90024-4. （原始内容存档于2008-01-15）.
8. ↑  . Hubblesite (News Release 72 of 674). 2006-07-26  [2006-12-14]. （原始内容存档于2011-08-26）.
9. ↑  . JPL Solar System Simulator. 2007-December-10 01:48 UT  [2008-06-07]. （原始内容存档于2012-12-13）.